# لیندن گوچ
لیندن گوچ (انگلیسی: Lynden Gooch؛ زادهٔ ۲۴ دسامبر ۱۹۹۵) بازیکن فوتبال اهل ایالات متحده آمریکا است.
از باشگاه‌هایی که در آن بازی کرده‌است می‌توان به باشگاه فوتبال گیتزهد، باشگاه فوتبال دونکستر راورز، و باشگاه فوتبال ساندرلند اشاره کرد.